# Debito d'odio (film 1920)
Debito d'odio è un film muto italiano del 1920 scritto e diretto da Augusto Genina.